# Самарате
Самарате (італ. Samarate) — муніципалітет в Італії, у регіоні Ломбардія, провінція Варезе.
Самарате розташоване на відстані близько 510 км на північний захід від Рима, 36 км на північний захід від Мілана, 23 км на південь від Варезе.
Населення — 16 027 осіб (2014).
Щорічний фестиваль відбувається 16 серпня. Покровитель — святий Рох.

## Демографія
Населення за роками:

Станом на 1 січня 2023 року в муніципалітеті офіційно проживало 1180 іноземців з 71 країни, серед них 237 громадян країн Євросоюзу та 38 громадян України.

## Сусідні муніципалітети
- Бусто-Арсіціо
- Кардано-аль-Кампо
- Ферно
- Галларате
- Лонате-Поццоло
- Маньяго
- Сомма-Ломбардо
- Ванцагелло